# سيكس فيت أندر (أغنية)
(Six Feet Under) ھي الأغنیة المنفردة الأولى للمغنیة الأمریكیة بیلي إیلیش. صدرت للمرة الأولى من خلال ساوند كلاود في 23 یونیو 2016 وأعید إصدارھا لاحقًا في 17 نوفمبر 2016، بواسطة دارك روم وإنترسكوب ریكوردس. قام فینیاس أوكونیل، شقیق إیلیش، بكتابة وإنتاج المقطع الموسیقي فقط. یوصف المقطع الموسیقي بأنھ أغنیة بوب »حزینة« و»حساسة». تجاريًا، حصلت على شھادة البلاتین من میوزك كندا.

## الخلفیة والتألیف
صدرت أغنیة (Six Feet Under) للمرة الأولى من خلال ساوند كلاود لإیلیش في 23 یونیو 2016، أغنیتھا المنفردة الثانیة. صدرت لاحقًا أغنیةً مستقلة للتنزیل
والبث الرقمي بواسطة دارك روم وإنترسكوب ریكوردس في 17 نوفمبر 2016. كتب الأغاني وأنتجھا شقیق إیلیش، فینیاس أوكونیل وقام بالتسجیل والمكساج جون جرینھام وروب كینلسكي توالیًا.
وفقًا للموسیقى التي نشرتھا ھال لیونارد میوزك على موقع میوزك نوت، فإن (Six Feet Under) لدیھا إیقاع معتدل یبلغ 68 نبضة في الدقیقة الواحدة.
تعمل الأغنیة بمفتاح بي مینور، في حین یمتد غناء إیلیش على مدى من إیھ 3 - دي 5. وصفت المراجعات الصحفیة الأغنیة بأنھا أغنیة بوب رائعة.
قارن مایك واس من أیدولاتور، الآلات الموسیقیة بآخر أعمال لانا دیل ري،  ولابسلي وبیردي. صدر إي بي یضم إعادة توزیع بواسطة بلو جي وكازو، وجیري فولك، وإیر أتلانتیكا في ینایر 2017.
فضل دان ریجان من بیلبورد ریمكس جیري فولك على الآخرین، قائلاً إنھ «یلكمك في وجھك مباشرة بجدار التناغم الصوتي«، ویقول كذلك «الصمت ثقیل في كل مكان، ما یضیف وزنًا إلى كل نغمة لأنھا تخرج من المتحدث مباشرةً إلى دماغك«. غنائیًا، یوصف فیلم (Six Feet Under) بأنھ «حزین« و«دقیق« مثل أغنیة العیون الحزینة لإیلیش أیضًا.

## حفل الاستقبال
عند إطلاق الأغنیة، أشاد رایان رید من رولینج ستون بأغنیة (Six Feet Under)، ووصف المقطع الموسیقي بأنھ «حزین« و«ذو جو ممیز«. حصلت الأغنیة على
جائزة الشھادة البلاتینیة من میوزك كندا.واعتمدتھا جمعیة صناعة التسجیلات الأمریكیة رایا والرابطة المكسیكیة لمنتجي التسجیلات الصوتیة والفیدیو إیھ سي أمبروفون.

## الترویج
صدر فیدیو موسیقي محلي الصنع لھذه الأغنیة في 30 یونیو 2016. أخرجتھ إیلیش إذ عرضت مقاطع من كرات الدخان أمام السیاج، تعمل أمامیًا وعكسیًا.
نفذ مونتاج الفیدیو والدتھا، ماجي بیرد. أُدرج فیلم (Six Feet Under) ضمن قائمة مجموعة إیلیش في جولتھا الغنائیة When We All Fall Asleep Tour)2019).
استُخدمت الأغنیة في الموسم التاسع من مسلسل قصص الرعب الأمریكیة،  وعُرضت أیضًا فترة وجیزة في حلقة الموسم الرابع من مسلسل الأصول، واستُخدمت في حلقة الموسم السابع من الحسناوات الصغیرات الكاذبات.
في مقطع ترویجي قصیر نُشر على برنامج إنستغرام، كشف المخرج والكاتب رایان مورفي عن امرأة شابة تجري في الغابة بحركة بطیئة، یطاردھا رجل مقنع یحمل سكینًا، تدخل المرأة إلى الكابینة وھي تبكي وتصرخ بینما یخترق النصل الباب.